# Мацујама
Мацујама (јап. 松山市) град је у Јапану у префектури Ехиме. Према попису становништва из 2005. у граду је живело 514.944 становника.

## Становништво
Према подацима са пописа, у граду је 2005. године живело 514.944 становника.
| 1995.   | 2000.   | 2005.   |
| ------- | ------- | ------- |
| 497.203 | 508.266 | 514.944 |